# ISOCARP
국제 도시 및 지역 계획가  협회(International Society of City and Regional Planners, ISOCARP)는 도시 계획 분야에서 일하는 사람들의 국제 협회이다. 현재 80 개 이상의 국가에 회원이 가입하고 있으며, 1965년에 만들어졌다. ISOCARP는 공식적으로 국제연합과 유럽위원회에 의해 인정 받고 있다. 유네스코와 함께 일하며, 정부의 통제를 받지 않는다.